# Лісова пісня
«Лісова пісня» — драма-феєрія у трьох діях Лесі Українки, написана 1911 року в місті Кутаїсі, вперше на професійній сцені поставлена 22 листопада 1918 року в Державному драматичному театрі у Києві (режисер Олександр Загаров), а через кілька місяців, 4 серпня 1919-го режисер театру й кіно, драматург та скульптор Іван Кавалерідзе здійснив наступне, друге за ліком сценічне прочитання «Лісової пісні» на сцені Українського драматичного театру Роменської «Просвіти» (художник — Євдоким Мінюра). Твір є одним з перших прообразів фентезі в українській літературі.

## Історія створення
У чорновому варіанті драма була написана влітку 1911 року в Кутаїсі впродовж 10–12 днів. Остаточне доопрацювання та редагування твору тривало до жовтня того ж року. Леся Українка в листі до сестри Ольги від 27 листопада 1911 року так згадувала про напружену роботу над «Лісовою піснею»:
|  | Писала я її дуже недовго, 10–12 днів, і не писати ніяк не могла, бо такий уже був непереможний настрій, але після неї я була хвора і досить довго «приходила до пам'яті»… Далі я заходилася її переписувати, ніяк не сподіваючись, що се забере далеко більше часу, ніж саме писання, – от тільки вчора скінчила сю мороку, і тепер чогось мені шия і плечі болять, наче я мішки носила. |

У листуванні письменниці є згадки про те, що стало поштовхом до написання твору. У листі до матері від 2 січня 1912 року Леся Українка писала:
|  | Мені здається, що я просто згадала наші ліси та затужила за ними. А то ще я й здавна тую Мавку «в умі держала», ще аж із того часу, як ти в Жабориці мені щось про мавок розказувала, як ми йшли якимсь лісом з маленькими, але дуже рясними деревами. Потім я в Колодяжному в місячну ніч бігала самотою в ліс (ви того ніхто не знали) і там ждала, щоб мені привиділась Мавка. І над Нечімним вона мені мріла, як ми там ночували – пам'ятаєш – у дядька Лева Скулинського. Видно, вже треба було мені її колись написати, а тепер чомусь прийшов «слушний час» – я й сама не збагну чому. Зачарував мене сей образ на весь вік. |

Численні переробки, закреслення та дописки в чорновому автографі свідчать про складну та наполегливу працю над твором. Автограф не становить єдиного цілого, має кілька текстових нашарувань і відбиває різні етапи роботи — від первісного до остаточного.
Цікавим є первісний начерк дії 1, що іноді скидається на розгорнутий план, де фіксувався зміст окремих сцен і де поетичний текст іде впереміж з прозою, так, як він народжувався у творчій уяві письменниці.
Першодрук – у журналі "Літературно-науковий вісник", 1912, том 57, книга 3, с. 401-448, з друкарськими огріхами (пропусками окремих слів та рядків). Леся Українка у процесі підготовки нового видання виправила недоліки, додала волинські народні мелодії. Окремим виданням "Лісова пісня" вийшла в січні 1914 року.

## Персонажі

### Головні персонажі

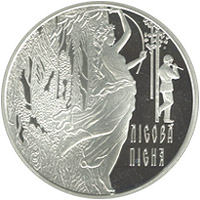
Зображення Лукаша і Мавки на реверсі срібної ювілейної монети НБУ За твором Лесі Українки «Лісова пісня».

- Мавка
- Лукаш

### Другорядні персонажі
- Дядько Лев
- Мати Лукашева
- Килина
- Діти Килинині
- Хлопчик

### Міфічні персонажі
- Перелесник
- Той, що в скалі сидить (Марище)
- Той, що греблі рве
- Водяник
- Русалка Польова
- Русалка
- Потерчата
- Куць
- Злидні
- Доля
- Пропасниця
- Лісовик
- Садовник

## Сюжет
Драма-феєрія у 3 діях:
Пролог
Старий ліс на Волині, дика і таємнича місцина. Початок весни. З лісу вибігає «Той, що греблі рве». Він перемовляється з потерчатами та Русалкою, яка нагадує йому про своє кохання, дорікає зрадою. Водяник сварить Русалку, що вона водиться з облудливим чужинцем. Він тільки зводить Русалок.
Дія перша
У тій самій місцевості дядько Лев та його небіж Лукаш збираються будувати хату. Лев — старий чоловік, добрий. Лукаш ще молодий парубок. Старий розповідає хлопцеві, що треба уважно ставитися до лісових жителів. Лісовик говорить Русалці про те, що Лев не скривдить їх.
Лукаш робить з очерету сопілку, на голос якої приходить Мавка, яка перед тим розмовляла з Лісовиком. Лісовик попереджав дівчину, щоб оминала людей, бо від них тільки лихо.
Коли Лукаш збирається ножем надрізати березу, Мавка зупиняє його і просить не кривдити своєї сестриці. Лукаш дивується, що зустрів у лісі таку незвичайно пишну та вродливу панну, запитує, хто вона така. Вона називається Мавкою лісовою.
Дівчина подобається Лукашеві своєю мінливою вродою, ласкавою мовою, чутливістю до музики й краси. Він розповідає, що люди паруються між собою, коли кохають.
Говорить хлопець Мавці й про те, що вони збираються будувати в лісі хату.
Мавка й Лукаш закохуються одне в одного. Русалка намагається їм нашкодити.
Дія друга

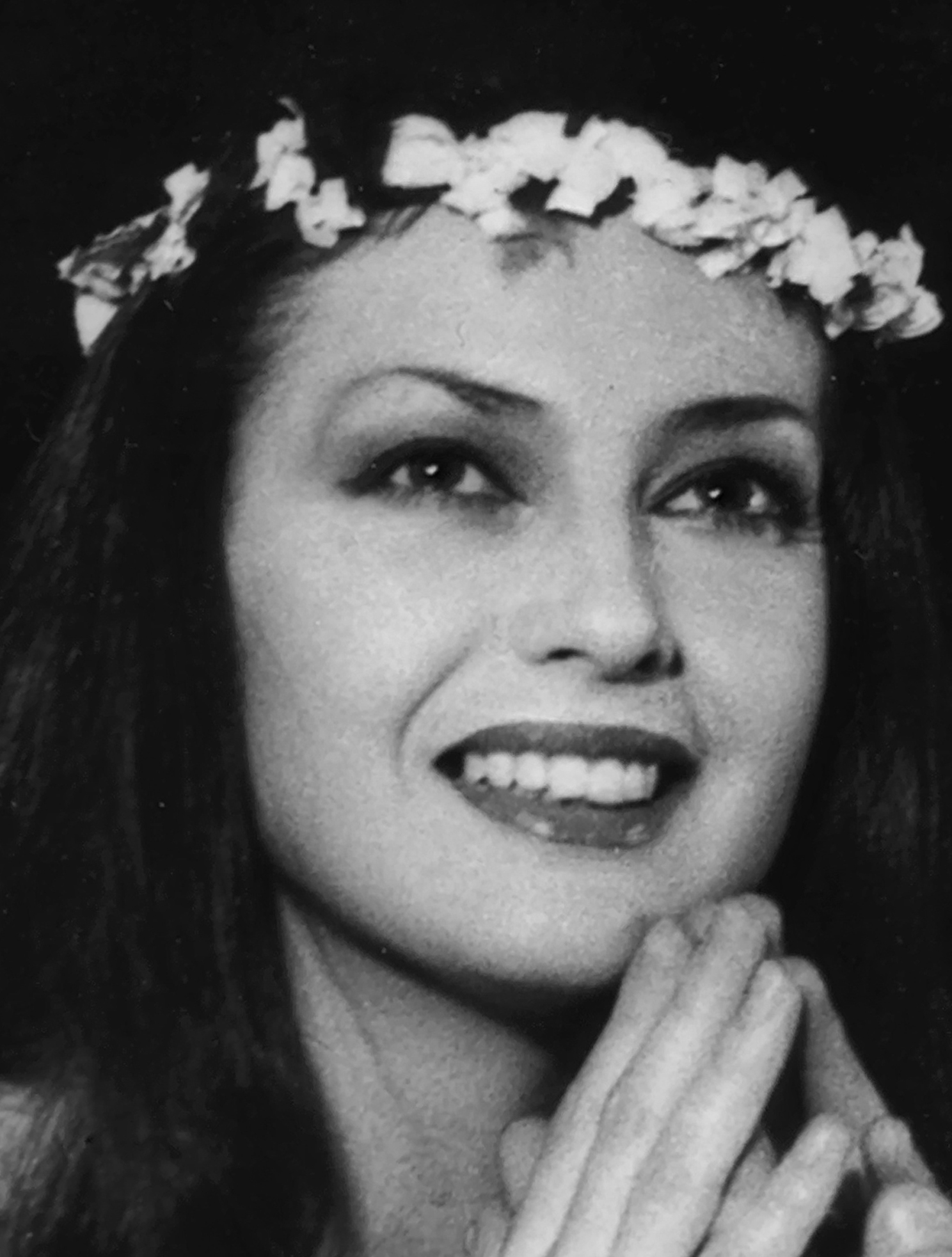
Ярослава Мосійчук у ролі Мавки.

Пізнє літо, на галявині вже побудовано хату, посаджено город. Мати сварить Лукаша, що він даремно витрачає час, граючи на сопілці. Вона кричить і на Мавку, називаючи її ні до чого не придатною нечупарою. Дорікає їй за одяг, висилає жати. Але Мавка не може жати колосочки, бо Русалка польова заступається за них.
Лукаш пояснює Мавці, що матері потрібна невістка, яка б працювала на полі й у хаті. Мавка силується зрозуміти всі ці закони своїм закоханим серцем, але такі дрібні турботи чужі їй, вона живе всесвітньою красою.
До обійстя приходить молодиця Килина. Вона бере у Мавки серп і починає жати. З Лукашем вона жартує, а потім іде до хати. Мати ласкаво приймає її. Лукаш проводжає Килину до села.
Мавка потерпає, та Русалка заспокоює її, але застерігає від кохання, яке може занапастити вільну душу. Попереджає Мавку й Лісовик. Він просить її згадати про свою волю, красу природи, звільнитись від пут людського кохання.
Мавка збирається знову стати вільною лісовою жителькою. Вона вдягається у багряницю, срібний серпанок. До неї починає залицятися Перелесник. Вони танцюють. Але з'являється Марище (Той, що в скалі сидить), яке хоче забрати Мавку. Вона відповідає, що буде вічно жити.
З'являється Лукаш, поводиться з Мавкою грубо і кричить матері, що хоче засилати старостів до Килини. З горя Мавка віддає себе Марищу.
Дія третя
У хмарну осінню ніч біля Лукашевої хати бовваніє постать Мавки. З лісу виходить Лісовик. Він пояснює, що наказав перетворити Лукаша на вовкулаку. Але Мавка розповідає, що їй вдалося перетворити його на людину силою свого кохання, після чого Лукаш втік від Мавки.
З'являється Куць, розповідає, що дядько Лев помер, а в сім'ї Лукаша порядкують негаразди, свекруха з невісткою сваряться.
З'являються Злидні, оселяються в хаті.
Виходить Килина, розмовляє з Мавкою, заклинає її, і та перетворюється на вербу. Малий син Килини вирізує з неї сопілку.
З'являється Лукаш, Килина свариться з ним. Виходить мати Лукашева, якій він дорікає за невістку. Хлопчик (син Килини) просить Лукаша заграти на сопілці. Сопілка промовляє голосом Мавки: «Як солодко грає, як глибоко крає, розтинає мені груди, серденько виймає…»
Килина хоче зрубати вербу-Мавку, але Перелесник спалює її. Вогонь з верби перекидається на хату, і вона згоряє.
Килина біжить до села по допомогу. До Лукаша приходить його загублена Доля і вказує на сопілку. Дух Мавки просить його грати і не журитися за її тіло.
Лукаш грає і Мавка на мить стає тілесною. Лукаш кидається до неї, починається завірюха.
В останній сцені Лукаш сидить сам, прихилившись до берези, з сопілкою в руках. На його устах застигла усмішка.

## Видання
- Лісова пісня: Драма-феєрія в 3-х діях. – Київ: Друк. В.П. Бондаренка та П.Ф. Гніздовського, 1914. – 80 с.
- Лісова пісня: Драма-феєрія в трьох діях. – Львів: Накладом В. Щурата, 1925. – 86 с
- Лісова пісня. – Київ, 1929. – 86 с.
- Лісова пісня. Драма-феєрія в трьох діях / вст. ст. Б. Якубського; дереворити О. Сахновської. Харків — Київ: Державне видавництво України; друк. «Київ-Друк», 1930. — 120 с., іл.

Обкладинка видання 1930 року

- Лісова пісня. - Київ: Веселка, 2007. - 176 с. (кольорові ілюстрації Софії Караффи-Корбут). ISBN 966-01-0391-3
- Лісова пісня. - Київ: Грамота, 2012. - 128 с. (кольорові ілюстрації Віталія Мітченко). ISBN 9789663493572.
- Лісова пісня. - Київ: Основи, 2017. - 152 с. (кольорові ілюстрації Поліни Дорошенко). ISBN 978-966-500-350-2.
- Лісова пісня. - Київ: Апріорі, 2021. - 160 с. (кольорові ілюстрації Олесі Вітовської). ISBN 978-617-629-669-0.

## Переклади
- Das Waldlied. Übersetzung ins Deutsche von. E. Bermann. Київ, ДВУ, 1931. Архів
  - Ukrainka Lesya. Waldlied: Märchenspiel in drei Aufzügen / Redaktion: Sergij Romanov, Tetiana Danyluk-Terestschuk; Übersetzung ins Deutsche: E. Bermann; Zeichnungen: I. Rubluk. Text auf Ukrainisch und auf Deutsch. Luzk: Lesya Ukrainka Osteuropäische Nationale Universität, 2017. 284 S. Архів
- Forest Song // Spirit of Flame. A Collection of the Works of Lesya Ukrainka. Translated by Percival Cundy. New York, 1950.  p. 171-260. Архів
  - Forest Song. A fairy drama in three acts, transl. by Gladys Evans. Kyiv, Dnipro, 1985.
  - Forest song / Transl. by V. Rich // The Ukrainian Rev. – 1994. – № 1. р. 66–73; № 2. р. 33–58; № 3. р. 40–60; N№ 4. р. 48–64.
  - The Forest Song. Translated by Wanda Fips and Virlana Tkacz. Kyivskiy Budynok Knyhy, 2018. 256 p.

## «Лісова пісня» на театральній сцені
| Рік               | Назва                        | Режисер                | Театр                                                                                           | Актори | Примітки                          |
| ----------------- | ---------------------------- | ---------------------- | ----------------------------------------------------------------------------------------------- | ------ | --------------------------------- |
| 1914              | «Лісова пісня»               |                        | Експериментальний «Театр німих» під керівництвом Андріяша Лу і Вілми Балей                      |        | ЗМІ                               |
| 1918 22 листопада | «Лісова пісня»               | Олександр Загаров      | Державний драматичний театр (м. Київ)                                                           |        |                                   |
| 1919 4 серпня     | «Лісова пісня»               | Іван Кавалерідзе       | Український драматичний театр Роменської «Просвіти»                                             |        |                                   |
| 1924              | «Лісова пісня»               | Євген Коханенко        | Київський театр ім. Івана Франка                                                                |        |                                   |
| 1938              | «Лісова пісня»               | І. Богаченко           | Національний академічний український драматичний театр ім. Марії Заньковецької                  |        |                                   |
| 1952              | «Лісова пісня»               | В. Івченко             | Національний академічний український драматичний театр ім. Марії Заньковецької                  |        |                                   |
| 1983              | «Лісова пісня»               | Алла Бабенко           | Національний академічний український драматичний театр ім. Марії Заньковецької                  |        |                                   |
| 1984              | «Лісова пісня»               | Віктор Гирич           | Київський театр юного глядача                                                                   |        |                                   |
| 1993              | «Лісова пісня»               | Дмитро Чирипюк         | Національний академічний драматичний театр імені Івана Франка                                   |        |                                   |
| 2011              | «Лісова пісня»               | Андрій Приходько       | Львівський академічний театр імені Леся Курбаса                                                 |        |                                   |
| 2019              | «Verba»                      | Сергій Маслобойщиков   | Національний академічний драматичний театр імені Івана Франка                                   |        | ЗМІ                               |
| 2019              | «Лісова пісня»               | Сергій Павлюк          | Одеський театр юного глядача                                                                    |        |                                   |
| 2021 25 лютого    | «Лісова пісня»               | Ігор Борис             | Харківський академічний український драматичний театр імені Тараса Шевченка                     |        |                                   |
| 2021 20 квітня    | «Лісова пісня. Реінкарнація» | Дмитро Карачун         | Молодіжний театр «Silentium» (м. Калуш)                                                         |        |                                   |
| 2021 18 травня    | «Лісова пісня»               | Ольга Турутя-Прасолова | Харківський державний академічний російський драматичний театр імені О. С. Пушкіна (мала сцена) |        | ЗМІ                               |
| 2021 24 серпня    | «Mavka»                      | Андрій Литвинов        | Дніпропетровський академічний театр опери та балету                                             |        | Балет                             |
| 2021 30 листопада | «Мавка»                      | Маріамна Капітула      | Театр української традиції «Дзеркало»                                                           |        | ЗМІ                               |
| 2021 10 грудня    | «Лісова пісня»               | Станіслав Садаклієв    | Черкаський академічний обласний український музично-драматичний театр імені Т. Г. Шевченка      |        | ЗМІ                               |
| 2023 11 січня     | «A Canção da Floresta»       | Ольга Турутя-Прасолова | CTB — Companhia de Teatro de Braga (м. Брага, Португалія)                                       |        | Вистава португальською мовою. ЗМІ |

## Екранізації
| Рік  | Постер | Назва                 | Режисер          | Мавка                                              | Лукаш              | Кіностудія              | Примітки                           |
| ---- | ------ | --------------------- | ---------------- | -------------------------------------------------- | ------------------ | ----------------------- | ---------------------------------- |
| 1961 |        | «Лісова пісня»        | Віктор Івченко   | Раїса Недашківська                                 | Володимир Сидорчук | ім. Олександра Довженка |                                    |
| 1976 |        | «Лісова пісня»        | Алла Грачова     | Галина Остапенко                                   | Борис Романов      | «Київнаукфільм»         | короткометражний анімаційний фільм |
| 1981 |        | «Лісова пісня. Мавка» | Юрій Іллєнко     | Людмила Єфименко                                   | Віктор Кремльов    | ім. Олександра Довженка |                                    |
| 2023 |        | «Мавка. Лісова пісня» | Олександра Рубан | Наталка Денисенко (голос) Христина Соловій (вокал) | Артем Пивоваров    | «Animagrad»             | анімаційний фільм                  |

## Музичні адаптації
- «Лісова пісня» — балет українського композитора Михайла Скорульського створений у 1936 році. Уперше поставлений у 1946 р. у Києві.
- «Лісова пісня» — опера українського композитора Віталія Кирейка (1957). Прем'єри у Львові і оперній студії Київської консерваторії.
- «Лісова пісня» — балет композитора Германа Жуковського (лібрето М. Габовича, постановники О. Тарасова, О. Лапаурі) в Великому театрі СРСР.  — 1961 р.
- «Лісова пісня» — опера українського композитора Мирослава Волинського. Прем'єра в Кам'янці-Подільському на фестивалі «Опера в мініатюрі»[13].[14]
- «Лісова пісня» — рок-опера українського композитора Леоніда Волоха
- «Відьма на ім'я Мавка» — мюзикл Володимира Назарова.
- «The Forest Song» — американська відеогра.

## «Лісова пісня» в образотворчому мистецтві
Образи драми-феєрії Лесі Українки надихають багатьох митців і знаходять втілення у різних видах образотворчого мистецтва — від книжкової графіки до фарфору і вітража.
Коло художників, що звертались до цієї теми, широке і різноманітне. З завершеними циклами виступили О. Сахновська (1929), І.  Їжакевич (1937), М. Дерегус (1950), Н. Лопухова (1970). Окремі твори за мотивами «Лісової пісні» належать В. Касіяну (1950), А. Зубку (1962), С. Караффі-Корбут (1963), керамістам та скульпторам Т. Бриж, І. Коломієць, М. Кордіяці, Я. Ражбі, В. Трегубові, В. Щербині.

## Цікаві факти
До 2014 року в Україні курсував нічний швидкий потяг №88 Ковель – Сімферополь, який мав фірмову назву «Лісова пíсня». Зараз поїзд із меншим складом вагонів курсує лише до станції Новоолексіївка.